# Bossam - Unmyeong-eul humchida
Bossam - Unmyeong-eul humchida (보쌈–운명을 훔치다?), noto anche con il titolo internazionale Bossam: Steal the Fate, è un drama coreano trasmesso su MBN dal 1º maggio al 4 luglio 2021.

## Trama
Ba-woo è un uomo dedito ai furti e alle scommesse, che ricava buona parte delle sue entrate dalla pratica del bossam, consistente nel rapire le vedove. L'esistenza di Ba-woo tuttavia si complica notevolmente quando per sbaglio finisce per rapire la figlia del re di Corea, rimasta appunto vedova da poco.